# Sang veineux mêlé
 (mars 2023).
Si vous disposez d'ouvrages ou d'articles de référence ou si vous connaissez des sites web de qualité traitant du thème abordé ici, merci de compléter l'article en donnant les références utiles à sa vérifiabilité et en les liant à la section « Notes et références ».
Le sang veineux mêlé est celui que l'on trouve dans les cavités droites du cœur (oreillette, ventricule droit). Pour diverses raisons techniques, il est possible de se contenter, dans le but de faire des analyses, du sang prélevé dans les veines caves supérieure ou inférieure. Cette pratique permet d'éviter une ponction faite directement dans le cœur.
Les valeurs normales, chez un individu sain sont : 
- pH : 7,32-7,38 ;
- pression veineuse en oxygène (PvO2) : 35-45 mmHg ;
- pression veineuse en CO2 (PvCO2) : 42-50 mmhg ;
- saturation veineuse en oxygène (SvO2) 65 - 75 % ;

Il est possible d'estimer un débit cardiaque si l'on dispose des valeurs de VO2 et de saturation artérielle en oxygène (SaO2) en plus de la valeur de SvO2, grâce à l'équation suivante :
VO2 = Qc x DavO2
de laquelle on déduit :
Qc = VO2 / ((SaO2-SvO2)xHbx1.34) 
où:
- SvO2 est la saturation veineuse en O2 (sang veineux mêlé) (%)
- SaO2 est la saturation artérielle en O2 (%)
- VO2 est la consommation d'oxygène (mlO2/(min x kg))
- Qc est le débit cardiaque (en litres de sang par minute)
- Hb est le taux d'hémoglobine (g/l)